# Phaius indigoferus
Phaius indigoferus är en orkidéart som beskrevs av Justus Carl Hasskarl. Phaius indigoferus ingår i släktet Phaius och familjen orkidéer. Inga underarter finns listade i Catalogue of Life.